# Gouverneur général de Norvège

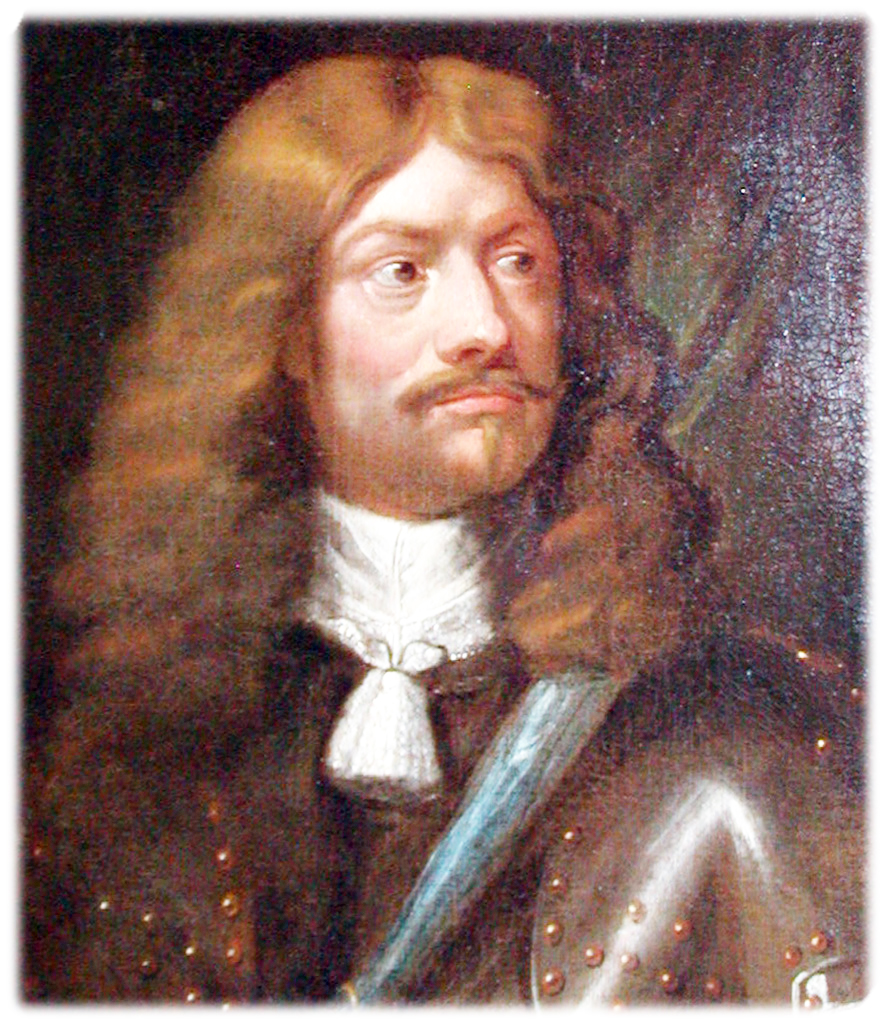
Hannibal Sehested (1609-1663), Gouverneur général de Norvège de 1642 au 24 juin 1651

De 1572 à 1873, de facto jusqu'en 1856 seulement, le gouverneur général de Norvège est une personnalité représentant le roi de Norvège pendant les deux périodes d'union personnelle entre le royaume de Norvège et un autre royaume, le Danemark puis la Suède. Au XVIIIe siècle, il y a également des personnes « faisant fonction » de gouverneur sans le titre. 

## Période danoise
De 1572 à 1814, la Norvège est unie au Danemark. Le roi de Danemark est représenté en Norvège par un Riksstattholder. De 1669 à 1694, la fonction est doublée d'un vice-gouverneur général. Le poste est resté inoccupé de 1771 à 1809.
Traditionnellement, le gouverneur était le seigneur du comté d'Akershus et la plus haute autorité de Norvège. Il était, semble-t-il, plus le premier des hommes de lois et fonctionnaires qu'un véritable supérieur hiérarchique. Cela s'explique par le fait qu'il n'y avait pas de gouverneur général au début de l'union dano-norvégienne, que la nomination par le roi pouvait se faire attendre et qu'à plusieurs reprises il n'y avait que des vice-gouverneurs.
La fonction a été restaurée en 1809 en raison des guerres napoléoniennes : la liaison pourtant courte entre Danemark et Norvège était devenue bien trop périlleuse. 

### Liste des gouverneurs de la période danoise
- 1572 - 1577   Pouel Ottesen Huitfeldt (v. 1529-1592)
- 9 juillet 1577 - 1583 Ludvig Ludvigsson Munk til Norlund (v. 1532-1602)
- 1588 - 1601   Axel Gyldenstjerne (v. 1537-1603)
- 1601 - 1608   Jørgen Friis til Krastrup  (v. 1543-1616)
- 1608 - 1618   Enevold Kruse til Hjermislov  (1554-1621)
- 1618 - 1629   Jens Juel   (1580-1634)
- 1629 - 1642   Christoffer Urne   (1593-1663)
- 1642 - 24 juin 1651 Hannibal Sehested (1609-1666)
- 1651 - 20 décembre 1655 Gregers Krabbe  (1594-1655)
- 1656 - 28 mars 1661 Niels Trolle  (1599-1667)
- 8 octobre 1661 - 1664   Iver Tageson Krabbe     (1602-1666)
- janvier 1664 - 30 septembre 1699 Ulrik Frederik Gyldenløve  (1638-1704) 
  - 1669 - 1674  Ove Juel (Vice-gouverneur général de Norvège sous l'autorité de Gyldenløve)   (1615-1686)
  - 1679 - 1681  Erik Banner (Vice-gouverneur général de Norvège sous l'autorité de Gyldenløve)  (1631-1700)
  - 9 mai 1682 - 26 septembre 1694 Just Högh til Fultofte  (Vice-gouverneur général de Norvège sous l'autorité de Gyldenløve)
- 30 septembre 1699 - 1708   Frederik Gabel (Vice-gouverneur)  (v. 1640-1708)
- 10 avril 1708 - 22 février 1710 Johan Vibe (Vice-gouverneur) (1634-1710)
- 1er août 1710 - 30 avril 1712 Valdemar Ulrich von Löwendal (1660-1740)
- 4 août 1712 - 14 juillet 1713 Claus Henrik Vieregg (Vice-gouverneur)  (1655-1713)
- 19 septembre 1713 - 1721   Frederik Krag (Vice-gouverneur) (1655-1728)
- 17 avril 1721 - 5 octobre 1731 Ditlev Vibe  (1670-1731)
- 1731 - 1733  Patroclus Rømeling (1662-1736) (faisant fonction de gouverneur général)
- 1733 - 1739  Christian Rantzau            (1684-1771)
- 1739 - 11 septembre 1750 Hans Jakob Arnold (faisant fonction de gouverneur général)
- 11 septembre 1750 - 8 février 1771 Jacob Benzon   (1688-1775) 
  - 4 juillet 1766 - janvier 1768 Charles de Hesse-Cassel   (1744-1836) (faisant fonction de gouverneur général pour le compte de Benzon)
- 8 février 1771 - 25 juillet 1809 Poste vacant
- 25 juillet 1809 - 11 janvier 1810 Christian Auguste d'Augustenbourg  (1768-1810)
- 11 janvier 1810 - 11 mai 1813 Frédéric de Hesse-Cassel    (1771-1845)
- 11 mai 1813 - 16 février 1814 Christian Frédéric de Danemark (1786-1848)

## Période suédoise
Après un bref épisode d'indépendance, suivi d'une courte guerre remportée par la Suède et en vertu des accords du Traité de Kiel, le Danemark perd la Norvège au profit de la Suède. La Norvège a mis à profit son épisode d'indépendance pour se doter d'une Constitution. 
Le gouverneur général, ou vice-roi, était chef du gouvernement norvégien (gouvernement qui ne comptait pas de Ministre des Affaires Étrangères). La révision de la Constitution en date du 4 novembre 1814 prévoit qu'un gouverneur peut être nommé en vertu des paragraphes 12, 13 et 15.
Le gouverneur devait vivre à Christiania et diriger le gouvernement lorsque le roi était absent (c'est-à-dire en Suède). La fonction a été occupée par des Suédois de 1814 à 1829. Mais les protestations du gouvernement norvégien ont poussé le roi Charles XIV Jean à laisser le poste vacant jusqu'en 1836, date à laquelle le premier Norvégien est nommé au poste. Le poste est laissé vacant de 1856 à 1873, date de la suppression de la fonction. 

### Liste des gouverneurs pendant la période suédoise
- 1814-1816 : comte Hans Henrik von Essen
- 1816-1818 : comte Carl Carlsson Mörner
- 1818-1827 : comte Johan August Sandels
- 1827-1829 : comte Baltzar von Platen (1766-1829)
- 1829-1836 : poste vacant
- 1836-1840 : comte Herman Wedel-Jarlsberg
- 1840-1841 : poste vacant
- 1841-1856 : Severin Løvenskiold
- 1856-1873 : poste vacant, supprimé ensuite